# Kostas Arkudeas
Konstandinos „Kostas” Arkudeas (gr. Κωνσταντίνος „Κώστας” Αρκουδέας; ur. 31 marca 1973) – grecki zapaśnik walczący w stylu klasycznym. Dwukrotny olimpijczyk. Zajął szóste miejsce w Atenach 2004 i dziewiąte w Barcelonie 1992. Startował w kategorii 60–66 kg.
Pięciokrotny uczestnik mistrzostw świata; siedemnasty w 1998. Piąty na  mistrzostwach Europy w 2004 i szósty w 1992. Srebrny medalista igrzysk śródziemnomorskich w 1993. Wojskowy wicemistrz świata w 2000 i trzeci w 2002. Drugi w Pucharze Świata w 1991 roku.
- Turniej w Barcelonie 1992

Wygrał z Czechosłowakiem Jindřichem Vavrlą i Hiszpanem Luisem Martínezem, a przegrał z Bułgarem Stanisławem Grigorowem i Kubańczykiem Juanen Marénem.
- Turniej w Atenach 2004

Pokonał Amerykanina Gordona Wooda i Niemca Jannisa Zamanduridisa, a przegrał z Kazachem Mychitarem Manukianem.